# ري تشول ميونغ
ري تشول ميونغ (بالإنجليزية: Ri Chol-Myong) (مواليد 18 فبراير 1988 في بيونيانغ) لاعب كرة قدم كوري شمالي يلعب حاليا لصالح نادي أمروكغانغ الكوري الشمالي .

## روابط خارجية
- ري تشول ميونغ على موقع الاتحاد الدولي (مؤرشف)  (الإنجليزية)
- ري تشول ميونغ على موقع قاعدة بيانات كرة القدم.إي يو (الإنجليزية)
- ري تشول ميونغ على موقع ناشيونال فوتبول تيمز (الإنجليزية)
- ري تشول ميونغ على موقع Soccerbase.com (لاعب) (الإنجليزية)
- ري تشول ميونغ على موقع Soccerway.com (الإنجليزية)
- ري تشول ميونغ على موقع عالم كرة القدم.نت (الإنجليزية)
- ري تشول ميونغ على موقع كووورة